# Ruder-Europameisterschaften 2025
Die Ruder-Europameisterschaften 2025 wurden vom 29. Mai bis 1. Juni in Plowdiw (Bulgarien) auf dem Ruderkanal Plowdiw ausgetragen.

## Ergebnisse

### Männer
| Bootsklasse                                  | Gold | Gold    | Silber | Silber  | Bronze | Bronze                  |
| -------------------------------------------- | --- | ------- | --- | ------- | --- | ----------------------- |
| Einer (M1x)                                  | Jauhen Salaty | 6:41,09 | Stefanos Douskos | 6:44,90 | Mihai Chiruță | 6:45,80                 |
| Leichtgewichts-Einer (LM1x)                  | Fabio Kress | 6:51,24 | Halil Kaan Köroğlu | 6:51,63 | Mikita Karnejeu | 7:00,23                 |
| Doppelzweier (M2x)                           | PolenMirosław Ziętarski Mateusz Biskup | 6:02,93 | RumänienAndrei Cornea Marian Enache | 6:03,87 | IrlandFintan McCarthy Konan Pazzaia | 6:05,48                 |
| Leichtgewichts-Doppelzweier (LM2x)           | DeutschlandJoachim Agne Finn Wolter | 6:25,53 | ÖsterreichElias Hautsch Mathias Mair | 6:35,50 | nur zwei Boote am Start | nur zwei Boote am Start |
| Doppelvierer (M4x)                           | GroßbritannienCedol Dafydd Callum Dixon Matthew Haywood Rory Harris | 5:35,02 | NiederlandeMats van Sabben Lucas Keijzer Simon van Dorp Gert-Jan van Doorn                                                                                            | 5:36,70 | PolenDominik Czaja Piotr Płomiński Jakub Woźniak Konrad Domański | 5:36,76                 |
| Zweier ohne Steuermann (M2-)                 | RumänienFlorin Arteni Florin Lehaci | 6:11,57 | ItalienNunzio Di Colandrea Giovanni Codato | 6:15,06 | SpanienJaime Canalejo Javier García Ordóñez | 6:16,72                 |
| Leichtgewichts-Zweier ohne Steuermann (LM2-) | DeutschlandMaximilian Aigner Alexander Aigner | 6:54,71 | GeorgienDawit Laschkareischwili Giorgi Kanteladse | 6:59,12 | MoldauNichita Naumciuc Dmitrii Zincenco | 7:03,99                 |
| Vierer ohne Steuermann (M4-)                 | RumänienȘtefan Berariu Sergiu Bejan Andrei Mandrila Ciprian Tudosă | 5:48,27 | KroatienPatrik Lončarić Anton Lončarić Martin Sinković Valent Sinković                                                                                                | 5:49,78 | FrankreichArmand Pfister Nikola Kolarevic Valentin Onfroy Teo Rayet | 5:52,18                 |
| Achter (M8+)                                 | GroßbritannienWilliam Stewart Matthew Rowe Miles Beeson Fergus Woolnough David Bewicke-Copley Samuel Nunn Matthew Aldridge Archie Drummond William Denegri (Steuermann) | 5:21,22 | NiederlandeLeonard van Lierop Jorn Salverda Eli Brouwer Olav Molenaar Wibout Rustenburg Guillaume Krommenhoek Jan van der Bij Mick Makker Jonna de Vries (Steuerfrau) | 5:21,46 | ItalienDavide Comini Salvatore Monfrecola Francesco Pallozzi Alfonso Scalzone Giovanni Abagnale Alessandro Gardino Nunzio di Colandrea Giovanni Codato Alessandra Faella (Steuerfrau) | 5:24,00                 |

### Frauen
| Bootsklasse                  | Gold | Gold    | Silber | Silber  | Bronze | Bronze  |
| ---------------------------- | --- | ------- | --- | ------- | --- | ------- |
| Einer (W1x)                  | Lauren Henry | 7:17,80 | Fiona Murtagh | 7:21,11 | Frida Sanggaard Nielsen | 7:23,57 |
| Leichtgewichts-Einer (LW1x)  | Lara Tiefenthaler | 7:29,38 | Maia Emilie Lund | 7:31,73 | Marija Schowner | 7:31,76 |
| Doppelzweier (W2x)           | NiederlandeRoos de Jong Tessa Dullemans | 6:48,83 | GriechenlandDimitra Kontou Zoi Fitsiou | 6:49,11 | RumänienAndrada-Maria Morosanu Mariana-Laura Dumitru | 6:51,96 |
| Doppelvierer (W4x)           | GroßbritannienSarah McKay Lola Anderson Cameron Nyland Rebecca Wilde                                                                                        | 6:11,00 | DeutschlandSarah Wibberenz Frauke Hundeling Lisa Gutfleisch Pia Greiten                                                                                              | 6:12,62 | NiederlandeLisa Bruijnincx Lisanne van der Lelij Margot Leeuwenburgh Willemijn Mulder                                                                          | 6:14,02 |
| Zweier ohne Steuerfrau (W2-) | RumänienMaria-Magdalena Rusu Simona Radiș | 6:49,18 | ItalienLaura Meriano Alice Codato | 6:52,64 | GroßbritannienEleanor Brinkhoff Megan Slabbert | 6:55,47 |
| Vierer ohne Steuerfrau (W4-) | NiederlandeNika Johanna Vos Linn van Aanholt Ymkje Clevering Tinka Offereins                                                                                | 6:19,60 | RumänienNicoleta-Ancuța Bodnar Maria Lehaci Adriana Adam Amalia Bereș                                                                                                | 6:21,50 | GroßbritannienDaisy Bellamy Lauren Irwin Martha Birtles Heidi Long                                                                                             | 6:26,28 |
| Achter (W8+)                 | GroßbritannienEleanor Brinkhoff Daisy Bellamy Amelia Standing Juliette Perry Lauren Irwin Martha Birtles Heidi Long Megan Slabbert Jack Tottem (Steuermann) | 6:02,34 | NiederlandeLinn van Aanholt Nika Johanna Vos Claire de Kok Ilse Kolkman Hermijntje Drenth Vera Sneijders Ymkje Clevering Tinka Offereins Dieuwke Fetter (Steuerfrau) | 6:04,05 | ItalienClara Guerra Elisa Mondelli Stefania Gobbi Giorgia Pelacchi Silvia Terrazzi Kiri English-Hawke Laura Meriano Alice Codato Emanuele Capponi (Steuermann) | 6:07,13 |

### Para-Rudern
| Bootsklasse                        | Gold                                     | Gold    | Silber                                      | Silber   | Bronze                                 | Bronze   |
| ---------------------------------- | ---------------------------------------- | ------- | ------------------------------------------- | -------- | -------------------------------------- | -------- |
| PR1-Einer (PR1 M1x)                | Benjamin Pritchard                       | 8:40,38 | Roman Poljanskyj                            | 8:51,93  | Giacomo Perini                         | 8:55,96  |
| PR1-Einer (PR1 W1x)                | Anna Scheremet                           | 9:56,60 | Eva Mol                                     | 10:33,77 | Claire Ghiringhelli                    | 10:39,18 |
| PR2-Doppelzweier Mixed (PR2 Mix2x) | DeutschlandJasmina Bier Paul Umbach      | 8:04,35 | UkraineAnna Ajssanowa Jaroslaw Kojuda       | 8:06,93  | IsraelShahar Milfelder Saleh Shahin    | 8:10,00  |
| PR3-Doppelzweier Mixed (PR3 Mix2x) | DeutschlandKathrin Marchand Valentin Luz | 6:57,41 | GroßbritannienAnnabel Caddick Samuel Murray | 7:03,54  | UkraineDarija Kotyk Stanislaw Samoljuk | 7:13,13  |

## Medaillenspiegel
| Platz  | Land                           | Gold | Silber | Bronze | Gesamt |
| ------ | ------------------------------ | ---- | ------ | ------ | ------ |
| 1      | Großbritannien                 | 6    | 1      | 2      | 9      |
| 2      | Deutschland                    | 5    | 1      | –      | 6      |
| 3      | Rumänien                       | 3    | 2      | 2      | 7      |
| 4      | Niederlande                    | 2    | 4      | 1      | 7      |
| 5      | Ukraine                        | 1    | 2      | 1      | 4      |
| 6      | Individuelle Neutrale Athleten | 1    | –      | 2      | 3      |
| 7      | Polen                          | 1    | –      | 1      | 2      |
| 8      | Österreich                     | 1    | 1      | –      | 2      |
| 9      | Italien                        | –    | 2      | 3      | 5      |
| 10     | Griechenland                   | –    | 2      | –      | 2      |
| 11     | Irland                         | –    | 1      | 1      | 2      |
| 12     | Georgien                       | –    | 1      | –      | 1      |
| 12     | Kroatien                       | –    | 1      | –      | 1      |
| 12     | Norwegen                       | –    | 1      | –      | 1      |
| 12     | Türkei                         | -    | 1      | –      | 1      |
| 16     | Dänemark                       | –    | –      | 1      | 1      |
| 16     | Frankreich                     | –    | –      | 1      | 1      |
| 16     | Israel                         | –    | –      | 1      | 1      |
| 16     | Moldau                         | –    | –      | 1      | 1      |
| 16     | Schweiz                        | –    | –      | 1      | 1      |
| 16     | Spanien                        | –    | –      | 1      | 1      |
| Gesamt | Gesamt                         | 20   | 20     | 19     | 59     |